# Gongylosoma
Gongylosoma is een geslacht van slangen uit de familie toornslangachtigen (Colubridae).

## Naam en indeling
De wetenschappelijke naam van de groep werd voor het eerst voorgesteld door Leopold Fitzinger in 1843. De slangen werden eerder aan andere geslachten toegekend, zoals Coronella, Ablabes en Diadophis. Er zijn vijf soorten, inclusief de pas in 2003 beschreven soort Gongylosoma mukutense. De groep wordt niet ingedeeld bij een van de onderfamilies van de toornslangachtigen.

## Verspreiding en habitat
De soorten komen voor in delen van Azië en leven in de landen Indonesië, Brunei, Maleisië, Singapore, Thailand, India (Nicobaren), Myanmar en Cambodja. De habitat bestaat uit vochtige tropische en subtropische laaglandbossen.

## Beschermingsstatus
Door de internationale natuurbeschermingsorganisatie IUCN is aan vier soorten een beschermingsstatus toegewezen. Drie soorten worden beschouwd als 'veilig' (Least Concern of LC) maar de soort Gongylosoma mukutense wordt gezien als 'ernstig bedreigd' (Critically Endangered of CR).

## Soorten
Het geslacht omvat de volgende soorten, met de auteur en het verspreidingsgebied.
| Naam                      | Auteur                     | Verspreidingsgebied                    | Beschermingsstatus |
| ------------------------- | -------------------------- | -------------------------------------- | ------------------ |
| Gongylosoma baliodeira    | Boie, 1827                 | Indonesië, Brunei, Maleisië, Singapore |                    |
| Gongylosoma longicaudum   | Peters, 1871               | Indonesië, Maleisië, Thailand          |                    |
| Gongylosoma mukutense     | Grismer, Das & Leong, 2003 | Maleisië                               |                    |
| Gongylosoma nicobariensis | Stoliczka, 1870            | India (Nicobaren)                      | Niet geëvalueerd   |
| Gongylosoma scriptum      | Theobald, 1868             | Thailand, Myanmar, India, Cambodja     |                    |